# Anthomyza setiplanata
Anthomyza setiplanata är en tvåvingeart som beskrevs av Rohacek 1987. Anthomyza setiplanata ingår i släktet Anthomyza och familjen sumpflugor.
Artens utbredningsområde är Nepal. Inga underarter finns listade i Catalogue of Life.